# Стефан (Рубениды)
Стефан Рубенид (до 1110 — 1162 или 7 февраля 1165) — армянский князь из династии Рубенидов. Сын Левона I-го, и родной брат шестого и восьмого правителей Киликии Тороса II-го и Млеха

## Биография
Стефан ориентировочно родился до 1110 года. Являлся сыном погибшего в плену византийцев Левона I-го, и родным братом шестого и восьмого правителей Киликии Тороса II-го и Млеха. С последним, после пленения отца и двух братьев, находились в безопасности в Эдесском графстве, у Беатрис, сестры
Левона и матери графа Жослен II-го. Стефан не считавший себя обязанным подчиняться Византии был убит в 1162 году (или 1165) , Андроником Эвфорбеносом, приходившемуся кузеном Мануилу. Армянские правители Торос и Млех не простили византийцам убийства своего брата. Во многом благодаря которому, они стремясь к независимости не хотели иметь ничего общего с Византией